# Palazzo Aliprandini Laifenthurn

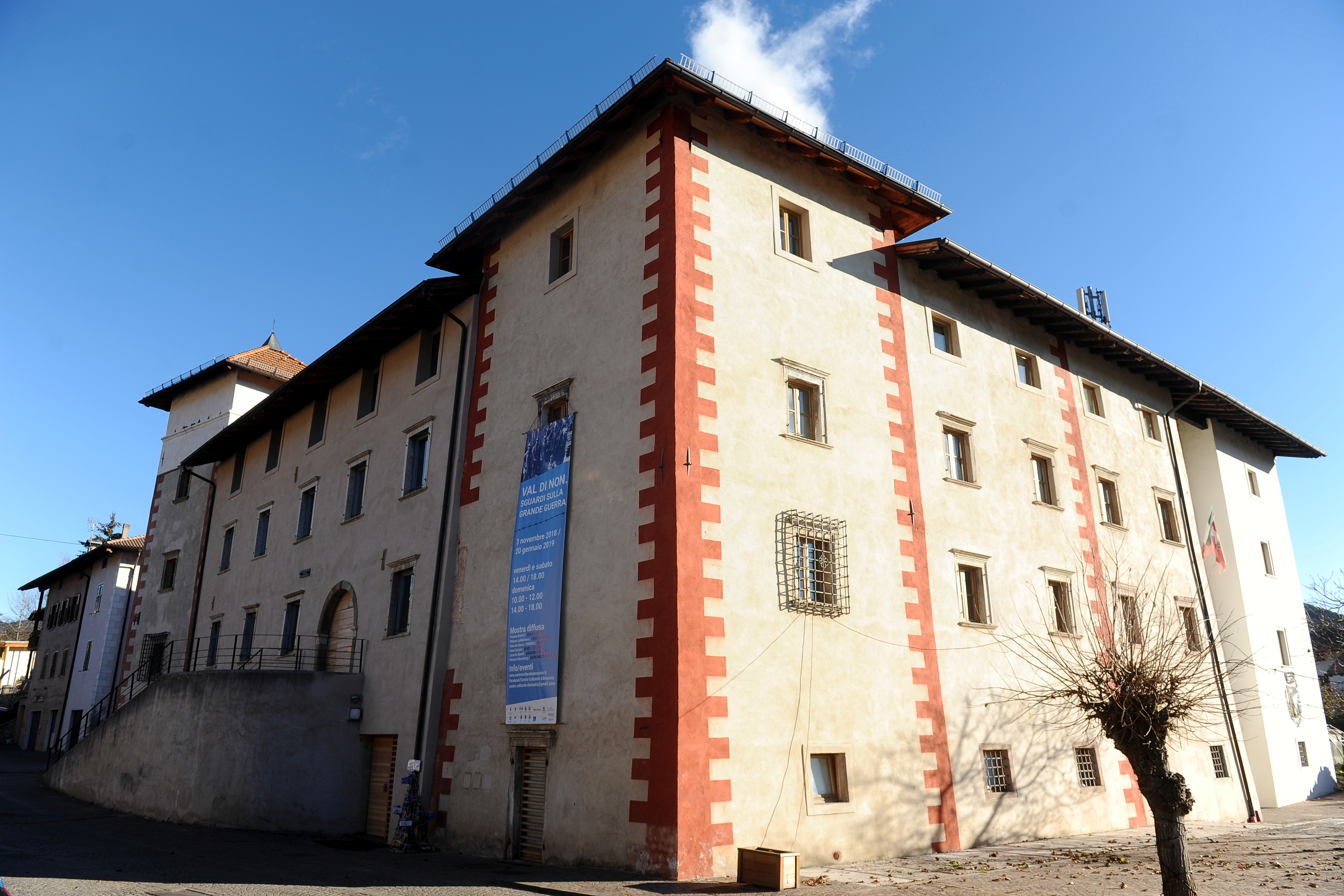
Der Palazzo Aliprandini Laifenthurn, im Vordergrund der Südturm

Der Palazzo Aliprandini Laifenthurn (auch Castello della Rosa) ist ein Herrenhaus und Renaissance-Palast in der italienischen Gemeinde Livo im Nonstal, Trentino.

## Geschichte
Ältester Teil des Bauwerks ist ein drei Stockwerke hoher viereckiger Turm, der Verteidigungszwecken diente und vermutlich im 12. Jahrhundert entstand. Im Lauf der folgenden Jahrhunderte wurde der ursprüngliche Wohnturm zum heutigen Palast ausgebaut und erweitert. Namensgebend ist die Adelsfamilie Aliprandini-Laifenthurn, die hier ihren Sitz hatte. Das Geschlecht der Aliprandini taucht ab der Mitte des 16. Jahrhunderts unter den bischöflichen Trienter Adelsfamilien auf; der Adelstitel wurde sowohl 1614 durch den Römisch-deutschen Kaiser als auch 1704 durch den Bischof von Trient bestätigt. 1736 erhob Kaiser Karl VI. Giovanni Romedio (Johann Romedius) Aliprandini (1667–1755), Hofarzt der Fürstbischöfe von Salzburg, in den Ritterstand, womit er zum Tragen des Namenszusatzes von Laifenthurn („Turm von Livo“) berechtigt war. Sein Sohn Giovanni Riccardo († 1767) hatte 14 Kinder, mit denen das Adelsgeschlecht ausstarb.
Der Palast ging im 19. Jahrhundert an die verwandten Familien Bondi und Zanotelli über. Durch die immer größere Anzahl der darin wohnenden Menschen kam es zu einer Neustrukturierung und Zersplitterung der Wohnräume. Ab den 1980er-Jahren kaufte die Gemeinde Livo den Palast nach und nach und nahm umfangreiche Restaurierungsarbeiten vor. Heute sind darin im südlichen Flügel das Rathaus und verschiedene lokale Vereine untergebracht, während der Rest des Gebäudes für kulturelle Initiativen zur Verfügung steht.

## Beschreibung
Das Gebäude weist eine U-Form auf. Die Westfassade ist vierstöckig, mit zwei Fensterreihen (im ersten und zweiten Stock) und einem Rundbogen-Portal, über dem das Wappen der Aliprandini und das Jahr 1788 eingeprägt sind. Die Rose im Wappen ist auch namensgebend für die alternative Bezeichnung „Castello della Rosa“. Die Fassade wird von zwei Ecktürmen begrenzt, einem niedrigeren im Süden, der auf das 16. Jahrhundert zurückgeht, und der „Toresela“ im Norden, die aus dem 15. Jahrhundert stammt und im 16./17. Jahrhundert erhöht wurde. Im 18. Jahrhundert wurde die Fassade stark umgestaltet, wodurch zusätzliche Räumlichkeiten geschaffen werden konnten.
An der Nordseite führt heute eine moderne Cortenstahl-Treppe zu einem Architrav-Tor im ersten Stock, während sich links davon im Erdgeschoss ein Portal befindet. Die einzelnen Stockwerke verfügen über bogenförmige Monoforien, östlich gibt es einen von drei Konsolen getragenen Erker, möglicherweise aus dem 17. Jahrhundert. Im dritten Stock ist außerdem ein Balkon aus Holz vorhanden. Zusammen mit den Resten der angeschlossenen Holzöfen (zum Brotbacken) macht diese Seite des Palastes einen eher bäuerlichen Eindruck. Der südliche Flügel des Gebäudes ist weit regelmäßiger gestaltet, aber es lassen sich Spuren früherer an den Südturm anschließender Gebäude erkennen.

## Belege
1. ↑  Ritter Aliprandini von Laifenthurn. In: Nobility.eu. Internationales Adelsinstitut, abgerufen am 8. Dezember 2018.

Koordinaten: 46° 24′ 16,8″ N, 11° 1′ 8,4″ O